# Sajansk
Sajansk (rusky Сая́нск) je město v Irkutské oblasti v Ruské federaci. Při sčítání lidu v roce 2010 měl přes čtyřicet tisíc obyvatel.

## Poloha a doprava
Sajansk leží v rovině severně od Východního Sajanu na východním břehu Oky, levého přítoku Angary v povodí Jeniseje. Od Irkutsku, správního střediska oblasti, je vzdálen přibližně 270 kilometrů severozápadně.
Jihozápadně od města na druhém břehu Oky prochází dálnice R255 z Novosibirsku přes Irkutsk do  Listvjanky. Dvacetikilometrovou místní tratí s čistě nákladním provozem je Sajansk napojen na Transsibiřskou magistrálu v jihozápadně ležící Zimě.

## Dějiny
Sajansk vznikl v roce 1970 v souvislosti se založením chemického závodu na půl cesty mezi Zimou a Sajanskem. Jeho název odkazuje k jménu pohoří, u kterého leží. Už v roce 1975 se stal sídlem městského typu a v roce 1985 městem.